# Eduard Ševardnadze
Eduard Amvrosijevič Ševardnadze [éduard amvrósijevič ševardnádze] (gruzinsko ედუარდ შევარდნაძე, rusko Эдуа́рд Амвро́сиевич Шевардна́дзе), gruzinski politik, * 25. januar 1928, Mamati, Zahodna Gruzija, † 7. julij 2014, Tbilisi, Gruzija
Med letoma 1985 in 1990 je bil zunanji minister Sovjetske Zveze, od leta 1995 do 2003 pa predsednik Gruzije. Po revoluciji vrtnic je z predsedniške funkcije odstopil 23. decembra 2003.